# Der Mann ohne Gewissen
Der Mann ohne Gewissen ist ein US-amerikanisches Stummfilmdrama unter Regie von James Flood mit Willard Louis, Irene Rich und June Marlowe in den Hauptrollen. Der Film wurde von Warner Bros. produziert und basiert auf der gleichnamigen Erzählung von Max Kretzer. Die Premiere des Films fand am 7. Juni 1925 statt. Im Deutschen Reich kam er im September 1925 in die Kinos.

## Handlung
Amos Mason ist entschlossen, um jeden Preis erfolgreich zu sein, und kommt mit seiner Verlobten Ann Sherman nach New York. Durch skrupellose Geschäfte und mit Hilfe von Anns Ersparnissen hat Amos beträchtlichen Erfolg und lässt Ann fallen, die gezwungen ist, eine Stelle als Dienstmädchen in der Graves-Villa anzunehmen. Amos beginnt, Shirley Graves den Hof zu machen und sorgt dafür, dass Ann entlassen wird. Mrs. Graves überredet Shirley, Amos zu heiraten, obwohl sie den mittellosen Douglas White liebt. 
Ann ihrerseits heiratet James Warren, einen Architekten, den Amos mit dem Bau einer Villa beauftragt. Ann erzählt Shirley von Amos früherer Treulosigkeit. Shirley beginnt eine heimliche Affäre mit Douglas White, beendet diese aber, als sie glaubt, dass er ihr untreu ist. Amos skrupellose Pläne scheitern und er wird wegen Betrugs verhaftet. Im Gefängnis bereut er seine Taten, Shirleys Haltung ihm gegenüber wird milder, und sie versöhnen sich, als er freigelassen wird.

## Kritiken
Der Kritiker des TV Guide sah ein gewöhnliches Gesellschaftsdrama.